# 크니텔펠트군

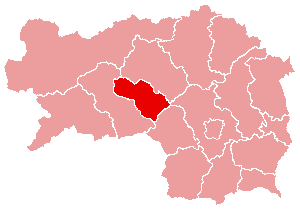
크니텔펠트군의 위치

크니텔펠트군(독일어: Bezirk Knittelfeld)은 과거 오스트리아 슈타이어마르크주에 존재했던 군으로 행정 중심지는 크니텔펠트이며 면적은 578.02km2, 인구는 29,661명(2001년 기준), 인구 밀도는 51명/km2이다.
북쪽과 북동쪽으로는 레오벤군, 동쪽으로는 그라츠움게붕군, 남동쪽으로는 포이츠베르크군, 남쪽과 서쪽으로는 유덴부르크군과 접했다. 2012년 1월 1일에 유덴부르크군과 크니텔펠트군이 무르탈군으로 합병되면서 폐지되었다.

## 하위 행정 구역
2개 도시, 2개 시장도시, 10개 일반 시를 관할했다.
- 도시
  - 크니텔펠트(Knittelfeld)
  - 슈필베르크(Spielberg)
- 시장도시
  - 코벤츠(Kobenz)
  - 제카우(Seckau)
- 일반 시
  - 아펠베르크(Apfelberg)
  - 파이슈트리츠바이크니텔펠트(Feistritz bei Knittelfeld)
  - 플라차흐(Flatschach)
  - 갈(Gaal)
  - 그로스로프밍(Großlobming)
  - 클라인로프밍(Kleinlobming)
  - 라하우(Rachau)
  - 장크트로렌첸바이크니텔펠트(Sankt Lorenzen bei Knittelfeld)
  - 장크트마라인바이크니텔펠트(Sankt Marein bei Knittelfeld)
  - 장크트마르게레텐바이크니텔펠트(Sankt Margarethen bei Knittelfeld)